# Лист Мёбиуса (фильм)
«Лист Мёбиуса» — короткометражный телевизионный художественный фильм Свердловской киностудии, поставленный режиссёром Леонидом Партигулом по мотивам одноимённого фантастического рассказа Армина Дейча.
Фильм предваряется кратким интервью научного консультанта фильма, доктора физико-математических наук, профессора В. В. Александрова.

## Сюжет
В метрополитене, в котором только что открылась новая линия, исчезает состав № 86, который вместе с пассажирами уехал со станции, но ни на следующей станции, ни в депо так и не появился. Поиски ни к чему не приводят.
Девушка молодого математика Кости, которая работает журналистом, рассказывает ему по секрету о произошедшем. Он приходит на приём к начальнику метрополитена и пытается объяснить ему, что поезд всё ещё находится в тоннелях метро, но его просто не видят. Однако тот не принимает его всерьёз, так как тоннели на всех линиях уже тщательно обследованы и другие поезда беспрепятственно по ним следуют.
Со временем руководству метрополитена становится ясно, что поезд действительно находится где-то в метро. Так, состав № 86 периодически фиксирует автоматика в разных частях метрополитена, он потребляет электроэнергию, но никто его не видит, хотя шум его слышен. Начальник метрополитена вызывает Костю. Тот выдвигает гипотезу, что из-за открытия новой линии топологическая сложность системы метрополитена изменилась, и поезд попал в четвёртое измерение. Руководство метрополитена прекращает движение поездов на новой линии, но оставляет на ней электричество на случай, если поезд вдруг вернётся.
Проходит почти два месяца. После очередного совещания в метрополитене Костя возвращается домой на метро. Вдруг он обращает внимание, что у сидящего рядом пассажира газета датирована днём, когда пропал состав № 86. Он выбегает на ближайшей станции и звонит начальнику метрополитена, сообщая ему, что поезд № 86, наконец-то, вернулся и можно отключить электроэнергию на новой ветке и совсем её закрыть. Однако начальник метрополитена говорит: «Поздно. Исчез состав № 143».

## В главных ролях
- А. Пономарёв — Костя, Константин Михайлович Малышев
- Б. Бреславский — Алексей Николаевич, начальник метрополитена
- В. Сальников — Гуляев, помощник начальника метрополитена
- А. Молчанова — девушка Кости

## Съёмочная группа
- Автор сценария: В. Грибанов
- Режиссёр: Л. Партигул
- Оператор: В. Ламберг
- Художник: А. Демин
- Звукооператор: Л. Винокур
- Ассистент режиссёра: Л. Коробкова
- Редактор: Л. Эглит
- Консультант: доктор физико-математических наук В. Александров

Схема метрополитена в фильме

- Директор картины: Г. Захарова